# Miss America 2012
A 91ª edição do concurso Miss América foi realizadea no Teatro de Artes e Performances do Planet Hollywood Resort and Casino, em Las Vegas, no dia 14 de janeiro de 2012. Teresa Scanlan, do Nebrasca, coroou sua sucessora Laura Kaeppeler, do Wisconsin, ao final do evento, exibido no território americano pela rede ABC. Candidatas dos 50 Estados americanos, mais o Distrito de Columbia, Porto Rico e as Ilhas Virgens Americanas participaram da disputa.
Chris Harrison e Brooke Burke apresentaram o evento pela segunda vez seguida.

## Resultados

### Classificação
| Resultado Final   | Candidata |
| ----------------- | --- |
| Miss America 2012 | - Wisconsin – Laura Kaeppeler                                                                                                 |
| 2ª colocada       | - Oklahoma – Betty Thompson *                                                                                                 |
| 3ª colocada       | - Nova York – Katilin Monte                                                                                                   |
| 4ª colocada       | - Arizona – Jennifer Sedler                                                                                                   |
| 5ª colocada       | - Califórnia – Noelle Freeman                                                                                                 |
| Top 10            | - Illinois – Hannah Smith - Iowa – Jessica Pray - Luisiana – Hope Anderson - Tennessee – Erin Hatley - Texas – Kendall Morris |
| Top 13            | - Alabama – Courtney Porter ** - Florida – Kristina Janolo - Carolina do Sul – Bree Boyce                                     |
| Top 15            | - Carolina do Norte – Hailey Best - Virgínia – Elizabeth Crot                                                                 |

Notes:
* -- Escolha do público
** -- -- Salva entre as candidatas eliminadas após a etapa de traje de banho para competir na etapa de traje de gala

### Premiações

#### Premiações Preliminares
| Premiação                         | Candidata                                                                         |
| --------------------------------- | --------------------------------------------------------------------------------- |
| Preliminar de Lifestyle & Fitness | - Utah – Danica Olsen - Texas – Kendall Morris - Nova York – Kaitlin Monte        |
| Preliminar de Talento             | - Wisconsin – Laura Kaeppeler - Oklahoma – Betty Thompson - Havaí – Lauren Cheape |

#### Prêmios de Qualidade de Vida
| Premiação     | Candidata |
| ------------- | --- |
| Vencedora     | - Kentucky – Ann-Blair Thornton                                                                                                  |
| 1st Runner-Up | - Nova Hampshire – Regan Hartley                                                                                                 |
| 2nd Runner-Up | - Michigan – Elizabeth Wertenberger                                                                                              |
| Finalistas    | - Arkansas – Kristen Glover - Havaí – Lauren Cheape - Minnesota – Natalie Davis - Nova York – Kaitlin Monte - Ohio – Ellen Bryan |

#### Outras premiações
| Premiação                          | Candidata |
| ---------------------------------- | --- |
| Fourpoints Award                   | - Idaho – Genevieve Nutting |
| Miracle Maker Award                | - Luisiana – Hope Anderson |
| Não-Finalista em Talento           | - Delaware – Maria Cahill - Havaí – Lauren Cheape - Nebrasca – Kayla Batt - Washington – Brittney Henry |
| Ric Ferentz Non-Finalist Interview | - Distrito de Columbia – Ashley Boalch |
| Miss Simpatia                      | - Nebrasca – Kayla Batt |
| Prêmios Duque de Edinburgo         | - Alabama – Courtney Porter - Connecticut – Morgan Amarone - Flórida – Kristina Janolo - Luisiana – Hope Anderson - Maine – Julia Furtado - Michigan – Elizabeth Wertenberger - Carolina do Norte – Hailey Best - Dacota do Norte – Ariana Walker - Ohio – Ellen Bryan - Porto Rico – Laura Ramirez - Carolina do Sul – Bree Boyce - Vermont – Katie Levasseur - Virgínia Ocidental – Spenser Wempe - Wyoming – Catherine Brown |

## Candidatas
| Estado                   | Nome                   | Cidade                   | Idade | Talento                                          | Classificação     | Premiações Especiais                                                                                | Notas |
| ------------------------ | ---------------------- | ------------------------ | ----- | ------------------------------------------------ | ----------------- | --------------------------------------------------------------------------------------------------- | --- |
| Alabama                  | Courtney Porter        | Clay                     | 25    | Sapateado                                        | Top 13            | Prêmio Duque de Edinburgo                                                                           | |
| Alaska                   | Katy Lovegreen         | Anchorage                | 21    | Dança                                            |                   | | Candidata no National Sweetheart 2010 |
| Arizona                  | Jennifer Sedler        | Chandler                 | 20    | Dança Jazz                                       | 4ª colocada       | | |
| Arcansas                 | Kristen Glover         | Stuttgart                | 21    | Sapateado                                        |                   | Finalista em Qualidade de Vida                                                                      | |
| Califórnia               | Noelle Freeman         | Culver City              | 21    | Ballet en Pointe                                 | 5ª colocada       | | Miss Teenage California 2007 e Miss Teen World U.S. 2007 - 2008 |
| Colorado                 | Diana Dreman           | Boulder                  | 23    | Dança                                            |                   | | Filha da Miss America 1974, Rebecca Ann King |
| Connecticut              | Morgan Amarone         | Hamden                   | 23    | Dança Jazz                                       |                   | Prêmio Duque de Edinburgo                                                                           | |
| Delaware                 | Maria Cahill           | Newark                   | 20    | Dança irlandesa                                  |                   | Prêmio para Não-Finalista em Talento                                                                | |
| Distrito de Columbia     | Ashley Boalch          | Sandy Spring             | 23    | Vocal                                            |                   | Prêmio para Não-Finalista em Entrevista                                                             | |
| Flórida                  | Kristina Janolo        | Winter Park              | 24    | Vocal                                            | Top 13            | Prêmio Duque de Edinburgo                                                                           | Candidata do National Sweetheart 2009 |
| Geórgia                  | Michaela Lackey        | Marietta                 | 21    | Balé Clássico En Pointe                          |                   | | Anteriormente Miss Georgia's Outstanding Teen 2007 |
| Havaí                    | Lauren Cheape          | Mililani                 | 23    | Rotina pula-corda                                |                   | Finalista em Qualidade de Vida, Prêmio Preliminar de Tealento, Prêmio para Não-Finalista em Talento | Candidata do National Sweetheart 2010 |
| Idaho                    | Genevieve Nutting      | Boise                    | 21    | Piano                                            |                   | Prêmio Quatro Pontos                                                                                | Anteriormente Miss Idaho's Outstanding Teen 2006; Candidata do National Sweetheart 2010 |
| Illinois                 | Hannah Smith           | Huntley                  | 20    | Ballet en Pointe                                 | Top 10            | | |
| Indiana                  | Jackie Jerlecki        | Goshen                   | 23    | Vocal                                            |                   | | |
| Iowa                     | Jessica Pray           | Johnston                 | 19    | Vocal Clássico                                   | Top 10            | | |
| Cansas                   | Carissa Kelley         | Winfield                 | 24    | Dança                                            |                   | | Anteriormente Miss Kansas Teen USA 2004 |
| Kentucky                 | Ann-Blair Thornton     | Bowling Green            | 22    | Piano                                            |                   | Vencedora em Qualidade de Vida                                                                      | Anteriormente Miss Kentucky's Outstanding Teen 2007; 5ª colocada no Miss America's Outstanding Teen 2007; 2ª colocada no National Sweetheart 2010 |
| Luisiana                 | Hope Anderson          | Monroe                   | 23    | Dança                                            | Top 10            | Miracle Maker Award, Prêmio Duque de Edinburgo                                                      | Candidata no National Sweetheart 2009 |
| Maine                    | Julia Furtado          | Dayton                   | 19    | Vocal                                            |                   | Prêmio Duque de Edinburgo                                                                           | |
| Maryland                 | Carlie Colella         | Hagerstown               | 21    | Dança Contemporânea                              |                   | | |
| Massachusetts            | Molly Whalen           | Middleborough            | 20    | Vocal                                            |                   | | |
| Michigan                 | Elizabeth Wertenberger | Dundee                   | 22    | Dança                                            |                   | 3ª colocada em Qualidade de Vida, Prêmio Duque de Edinburgo                                         | |
| Minnesota                | Natalie Davis          | Dassel                   | 21    | Vocal                                            |                   | Finalista em Qualidade de Vida                                                                      | Anteriormente Miss Minnesota's Outstanding Teen 2006; Candidata no National Sweetheart 2009 |
| Mississippi              | Mary Margaret Roark    | Cleveland                | 20    | Piano                                            |                   | | |
| Missouri                 | Sydney Friar           | El Dorado Springs        | 22    | Vocal                                            |                   | | |
| Montana                  | Veronika Ohlinger      | Cooke City               | 23    | Vocal                                            |                   | | Anteriormente Miss West Virginia's Outstanding Teen 2005; Prêmio de Melhor Reconhecimento Acadêmico no Miss America's Outstanding Teen 2005 |
| Nebrasca                 | Kayla Batt             | Alliance                 | 21    | Vocal                                            |                   | Prêmio para Não-Finalista em Talento, Miss Simpatia                                                 | Anteriormente Miss Nebraska's Outstanding Teen 2007; Top 10 e Miss Simpatia no National Sweetheart 2010 |
| Nevada                   | Alana Lee              | Las Vegas                | 22    | Vocal                                            |                   | | |
| Nova Hampshire           | Regan Hartley          | Dover                    | 20    | Vocal                                            |                   | 2ª colocada em Qualidade de Vida                                                                    | |
| Nova Jérsei              | Katharyn Nicolle       | Wenonah                  | 20    | Dança                                            |                   | | Anteriormente Miss New Jersey's Outstanding Teen 2008 |
| Novo México              | Sarina Turnbull        | Alamogordo               | 24    | Ballet en Pointe                                 |                   | | Candidata no National Sweetheart 2009 |
| Nova York                | Kaitlin Monte          | Rochester                | 22    | Vocal                                            | 3ª colocada       | Finalista em Qualidade de Vida, Prêmio Preliminar de Lifestyle & Fitness                            | 2ª colocada no National Sweetheart 2008 como Miss Florida |
| Carolina do Norte        | Hailey Best            | Goldsboro                | 20    | Vocal operística                                 | Top 15            | Prêmio Duque de Edinburgo                                                                           | |
| Dacota do Norte          | Ariana Walker          | Bismarck                 | 20    | Dança lírica contemporânea                       |                   | Prêmio Duque de Edinburgo                                                                           | Anteriormente Miss North Dakota's Outstanding Teen 2008; Premiação Preliminar de Traje de Gala, Premiação para Não-Finalista em Traje de Gala, Premiação para Não-Finalista em Entrevista no Miss America's Outstanding Teen 2008; Miss North Dakota Teen USA 2010 |
| Ohio                     | Ellen Bryan            | Celina                   | 23    | Vocal                                            |                   | Finalista em Qualidade ce Vida, Prêmio Duque de Edinburgo                                           | |
| Oklahoma                 | Betty Thompson         | Davenport                | 22    | Sapateado irlandês                               | 1st runner-up     | Vencerdora preliminar de talento                                                                    | Escolha do público |
| Oregon                   | Caroline McGowan       | Waukee, IA               | 20    | Vocal                                            |                   | | |
| Pennsylvania             | Juliann Sheldon        | Plum                     | 21    | Dança Jazz                                       |                   | | |
| Puerto Rico              | Laura Ramirez          | Arecibo                  | 21    | Ballet en Pointe                                 |                   | Prêmio Duque de Edinburgo                                                                           | |
| Rhode Island             | Robin Bonner           | Westhampton, NY          | 20    | Dança lírica                                     |                   | | |
| Carolina do Sul          | Bree Boyce             | Florence, South Carolina | 22    | Vocal Clássico                                   | Top 13            | Prêmio Duque de Edinburgo                                                                           | |
| Dacota do Sul            | Anna Simpson           | Brookings                | 21    | Piano                                            |                   | | |
| Tennessee                | Erin Hatley            | Collierville             | 20    | Vocal                                            | Top 10            | | |
| Texas                    | Kendall Morris         | Ennis                    | 20    | Piano                                            | Top 10            | Vencedora preliminar de Lifestyle e Fitness                                                         | Anteriormente Miss Texas' Outstanding Teen 2006; Vencedora preliminar em esportes, Vencedora preliminar em trajes de gala, vencedora entre as não-finalistas de esportes no Miss America's Outstanding Teen 2006                                                   |
| Utah                     | Danica Olsen           | Tooele                   | 21    | Dança                                            |                   | Vencedora Preliminar de Lifestyle e Fitness                                                         | |
| Vermont                  | Katie Levasseur        | Burlington               | 21    | Dança escocesa                                   |                   | Prêmio Duque de Edinburgo                                                                           | |
| Ilhas Virgens Americanas | Camila Daniels         | St. Thomas               | 18    | Flauta                                           |                   | | |
| Virgínia                 | Elizabeth Crot         | Chesapeake               | 24    | Vocal                                            | Top 15            | | |
| Washington               | Brittney Henry         | Edgewood                 | 24    | Fiddle                                           |                   | Prêmiação para Não-Finalista em Talento                                                             | Candidata no National Sweetheart 2010 |
| Virgínia Ocidental       | Spenser Wempe          | Martinsburg              | 19    | Dança lírica                                     |                   | Prêmio Duque de Edinburgo                                                                           | Candidata no National Sweetheart 2010 |
| Wisconsin                | Laura Kaeppeler        | Kenosha                  | 23    | Vocal Operística                                 | Miss America 2012 | Vencedora preliminar de talento                                                                     | Candidata no National Sweetheart 2010 |
| Wyoming                  | Catherine Brown        | Richardson, TX           | 24    | Pop Vocal e Interpretação na Linguagem de Sinais |                   | Prêmio Duque de Edinburgo                                                                           | |

## Substituições
- Miss Montana - Veronika Ohlinger era originalmente a segunda colocada, mas depois foi coroada Miss Montana 2011 em substituição à vencedora original Taryn Chuter, que renunciou em função de uma fratura no joelho, que a obrigou a ser operada.[35][36]